# Циклантера
Цикланте́ра (лат. Cyclanthera) — род растений семейства Тыквенные, включающий в себя 75 видов, произрастающих в Центральной и Южной Америке.

## Биологическое описание
Это травянистые вьющиеся растения с опушённым стеблем и пяти или семилопастными листьями. Цветки жёлтые, зелёные или белые, без нектарников, опыляются в основном ветром. Созревшие плоды внезапно вскрываются двумя клапанами, каждый из которых с силой отгибается назад. В результате семена разбрасываются на довольно значительные расстояния.

## Некоторые виды
- Cyclanthera biglandulifera
- Cyclanthera boliviensis
- Cyclanthera brachybotrys
- Cyclanthera brachystachya
- Cyclanthera cordifolia
- Cyclanthera dissecta
- Cyclanthera donnell-smithii
- Cyclanthera elegans
- Cyclanthera hystrix
- Cyclanthera integrifoliola
- Cyclanthera langaei
- Cyclanthera leptostachya
- Cyclanthera leptostachyoides
- Cyclanthera mathewsii
- Cyclanthera micrantha
- Cyclanthera microcarpa
- Cyclanthera montanus
- Cyclanthera monticola
- Cyclanthera multifoliola
- Cyclanthera naudiniana
- Cyclanthera parviflora
- Cyclanthera pedata (L.) Schrad. — Циклантера лопастная, или Огурец ачохча, или Циклантера стоповидная, или Перуанский огурец, или Корилла. Распространена в горах Перу, Эквадора и Бразилии, иногда культивируется ради съедобных плодов.
- Cyclanthera phyllantha
- Cyclanthera pringlei
- Cyclanthera quinquelobata
- Cyclanthera ribiflora
- Cyclanthera rusbyi
- Cyclanthera steyermarkii
- Cyclanthera subinermis
- Cyclanthera tamnifolia
- Cyclanthera tamnoides
- Cyclanthera tenuifolia
- Cyclanthera tenuisepala
- Cyclanthera tomentosa
- Cyclanthera trianaei